# تبة نورجان
تبة نورجان (بالفارسية: تپه نورجان) هي قرية تقع في غلستان في إيران. يقدر عدد سكانها بـ 638 نسمة بحسب إحصاء 2016.